# روبن هاغينز
روبن هاغينز (28 أبريل 1947 في المملكة المتحدة - ) (بالإنجليزية: Robin Huggins)‏ هو لاعب كريكت بريطاني. لعب مع Norfolk County Cricket Club ‏.

## وصلات خارجية
- روبن هاغينز على موقع إي آس بي آن كريك إنفو (الإنجليزية)